# Vladimír Tomšík
Vladimír Tomšík (* 12. června 1974 Čeladná) je český ekonom a pedagog. Mezi lety 2006 a 2018 byl členem bankovní rady České národní banky, od července 2010 byl zároveň viceguvernérem ČNB. V letech 2019 až 2023 zastával post velvyslance ČR v Číně.

## Životopis

### Studia
Po maturitě na Gymnáziu Mikuláše Koperníka v Bílovci vystudoval Tomšík na pražské Vysoké škole ekonomické Fakultu národohospodářskou a Fakultu financí a účetnictví (akademické tituly inženýr). Dále vystudoval Fakultu sociálních věd na Univerzitě Karlově v Praze (akademický titul doktor filozofie). Poté získal dva doktoráty, a to v oboru hospodářská politika na Vysoké škole ekonomické a v oboru ekonomie na Univerzitě Karlově (akademické tituly doktor). V roce 2004 se habilitoval na Fakultě financí a účetnictví Vysoké školy ekonomické pro obor finance (docent). Roku 2009 byl na návrh Vědecké rady Vysoké školy ekonomické jmenován pro obor finance profesorem (profesor).

### Profesní působení
Ještě během studií – od roku 1997 – působil jako odborný asistent na Vysoké škole ekonomické. V únoru 2000 nastoupil do Komerční banky a v září téhož roku přešel do finanční a poradenské společnosti Newton Holding. Mezi roky 2004 a 2006 byl zároveň vedoucím Ústavu ekonomie na brněnské Vysoké škole NEWTON, a.s.. V září 2005 začal působit ve švýcarském Světovém obchodním institutu. Své působení zde ukončil roku 2006, kdy byl prezidentem republiky Václavem Klausem s účinností od 1. prosince 2006 jmenován za člena bankovní rady České národní banky.
Počínaje 1. červencem 2010 v souvislosti se změnou osoby guvernéra (Zdeňka Tůmu nahradil Miroslav Singer) stal jedním ze dvou viceguvernérů ČNB. Ve funkci viceguvernéra odpovídal za oblast finanční stability a výkon dohledu nad finančním trhem a byl členem Evropské rady pro systémová rizika (ESRB, European Systemic Risk Board) a konzultační skupiny Basilejského výboru pro dohled nad bankami.

### Pedagogické působení
V letech 1997 až 2005 přednášel hospodářskou politiku a makroekonomickou analýzu a prognózu na několika vysokých školách:
- Vysoká škola ekonomická v Praze,
- Univerzita Karlova v Praze,
- NEWTON University v Brně.[4]

Od roku 2009 vyučuje na Masarykově univerzitě v Brně.
Absolvoval též několik studijních pobytů v Irsku, Německu, Spojených státech amerických a ve Švýcarsku.

### Velvyslanec
Na jaře 2019 se stal velvyslancem ČR v Číně. V lednu roku 2022 byl některými médii (odvolávajícími se na některé sinology) obviněn z nepravdivého vyjádření podpory Česka nadcházejícím Olympijským hrám v Pekingu, dle jiných sinologů to však bylo na základě nesprávného překladu. Jeho mandát velvyslance vypršel na konci září 2023, Ministerstvo zahraničních věcí ČR s jeho dalším působením v diplomacii již nepočítalo a ukončilo mu pracovní poměr dohodou. Ve funkci velvyslance by jej měl vystřídat Martin Tomčo, od čínské strany již získal agrément.

### Návrat do ČNB
Od října 2023 začal působit v České národní bance jako poradce bankovní rady. S účinností od 1. 1. 2024 byl jmenován ředitelem sekce dohledu nad finančním trhem II.